# Jack Ahearn (cestista)
John F. Ahearn jr., detto Jack (Brooklyn, 6 gennaio 1918 – Farmingdale, 17 febbraio 1968), è stato un cestista statunitense, professionista nella NBL.
Era il cugino di Jerry Bush.

## Carriera
Giocò una stagione nella NBL, disputando 15 partite con 5,3 punti di media.